# Eumenogaster affinis
Eumenogaster affinis är en fjärilsart som beskrevs av Rothschild 1911. Eumenogaster affinis ingår i släktet Eumenogaster och familjen björnspinnare. Inga underarter finns listade i Catalogue of Life.